# 中国医学基金会
中国医学基金会，成立于1987年，是中华人民共和国国家卫生健康委员会业务主管的全国性公募基金会。总部位于北京，成立宗旨为“募集资金资助医药卫生类公益事业”，服务范围涵盖“募集资金、专项资助、学术交流、国际合作、教育培训、科普宣传、咨询服务”。

## 历史
中国医学基金会成立于1987年，首任主席为朱学范。成立后，基金会在1993年组织专家到老、少、边、穷地区义诊。从1993年开展了“智力工程”，实施前后长达7年，致力于消除中国的碘病。1998年起设立“医德医风奖”，奖励德行兼备的医务工作者。